# Haftprüfung
Das Recht auf Haftprüfung gilt als eines der historisch am frühesten anerkannten Menschenrechte. Mit dem englischen Habeas-Corpus-Gesetz von 1679 ist es erstmals gesetzlich verankert worden. Heute ist es unter anderem in Art. 5 Abs. 3 und 4 der Europäischen Menschenrechtskonvention niedergelegt. 

## Situation in Deutschland
Im deutschen Strafprozessrecht ist die Haftprüfung legaldefiniert als die gerichtliche Prüfung, ob der Haftbefehl aufzuheben oder dessen Vollzug nach § 116 auszusetzen ist (§ 117 Abs. 1 StPO). Sie wird vom zuständigen Ermittlungsrichter durchgeführt, hat also keinen Devolutiveffekt, und findet auf Antrag des Betroffenen (bzw. seines Verteidigers) statt. Bis zum 31. Dezember 2009 und den am Folgetag in Kraft tretenden Änderungen des Gesetzes zur Änderung des Untersuchungshaftrechts vom 29. Juli 2009 war im § 117 Abs. 5 StPO alter Fassung eine von Amts wegen durchgeführte Haftprüfung nach drei Monaten für Beschuldigte vorgesehen, die keinen Verteidiger hatten. Durch die zeitgleich eingeführte Neuregelung des § 140 Abs. 1 Nr. 4 StPO, die nunmehr die notwendige Mitwirkung eines Verteidigers bei vollstreckter Untersuchungshaft vorsieht, fiel das Erfordernis des Bestehens dieser Schutzvorschrift jedoch weg. Dauert die Untersuchungshaft aber länger als sechs Monate an und ist noch kein Urteil in der Sache ergangen, entscheidet das zuständige Oberlandesgericht (OLG) bzw. in bestimmten Fällen der Bundesgerichtshof (BGH) von Amts wegen, ob die Untersuchungshaft fortgesetzt werden soll (§ 121 StPO). Werden in der Frist die Akten dem OLG (bzw. BGH) vorgelegt, hat die Hauptverhandlung schon begonnen oder wird die Hauptverhandlung ausgesetzt und werden die Akten unverzüglich nach der Aussetzung dem OLG bzw. BGH vorgelegt, so ruht der Ablauf der Frist (§ 121 Abs. 3 StPO).
Auf besonderen Antrag des Beschuldigten (bzw. seines Verteidigers) oder nach Ermessen des Gerichts wird über die Haftprüfung nach einer mündlichen Verhandlung entschieden (§ 118 Abs. 1 StPO – so genannte mündliche Haftprüfung). Es kann für einen Verteidiger sinnvoll sein, einen solchen Antrag zu stellen, damit sich der Ermittlungsrichter einen eigenen Eindruck von dem Inhaftierten verschaffen kann. Zudem besteht durch die vorgesehene mündliche Verhandlung bei sich abzeichnender negativer Entscheidungstendenz des Gerichts die Möglichkeit, den Antrag auf Haftprüfung zurückzunehmen. Hierdurch können die Rechtsfolgen des § 118 Abs. 3 StPO abgewendet werden, der bei Aufrechterhaltung der Untersuchungshaft nach mündlicher Verhandlung eine weitere mündliche Verhandlung erst vorsieht, wenn die Untersuchungshaft mindestens drei Monate gedauert hat und seit der letzten mündlichen Verhandlung zwei Monate vergangen sind. Ein weiterer Vorteil gegenüber der Haftbeschwerde besteht darin, dass infolge des fehlenden Devolutiveffekts des Haftprüfungsantrags eine negative präjudizierende Wirkung nicht gegeben ist.
Die Entscheidung, mit der die Haftprüfung endet, kann wiederum mit der Haftbeschwerde angegriffen werden.

## Situation in Österreich
In Österreich muss spätestens 14 Tage nach Festnahme und Beginn der Untersuchungshaft eine erste Haftverhandlung stattfinden, oder der Festgenommene freigelassen werden.  Im Unterschied zu Deutschland erfolgt diese also amtswegig und nicht bloß auf Antrag des Inhaftierten. Bei dieser Haftverhandlung wird geprüft, ob die Haftvoraussetzungen weiterhin gegeben sind. Der Inhaftierte muss durch einen Verteidiger vertreten werden. Eine zweite Haftverhandlung findet einen Monat nach der ersten statt, weitere im Abstand von zwei Monaten.